# Allianz Open Côtes d'Armor Bretagne 2013
Het Allianz Open Côtes d'Armor Bretagne is een golftoernooi dat sinds 2007 deel uitmaakt van de Europese Challenge Tour. Het wordt in 2013 van 5-8 september gespeeld op de Golf Blue Green de Pléneuf Val André in Pléneuf-Val-André.

## Verslag
De par van de baan is 70.

### Ronde 1 en 2
De eerste twee rondes werden gedomineerd door de Italiaan Andrea Pavan. Hij begon met een ronde van 64 (-6) en maakte daarna een ronde van 65. Guillaume Cambis maakte een foutloze ronde van 62 en steeg naar de 3de plaats.

Thomas Pieters was de enige Belgische speler die de cut haalde. Floris de Vries maakte een slechte score en is terug naar huis gegaan om zich voor te bereiden op de KLM Open. 

### Ronde 3
Er waren elf spelers die onder par speelden, w.o. Andrea Pavan, hoewel hij een triple bogey maakte op hole 12. Hij eindigde op -13, zes slagen voor Alan Dunbar, die op de 2de plaats eindigde. 

### Ronde 4
Er waren nu zestien spelers die onder par speelden. Andrea Pavan bleef aan de leiding ondanks een ronde van +2. 
| Naam             | Score R1 | Score R1 | Nr   | Score R2 | Score R2 | Totaal | Nr  | Score R3 | Score R3 | Totaal | Nr  | Score R4 | Score R4 | Totaal | Nr  |
| ---------------- | -------- | -------- | ---- | -------- | -------- | ------ | --- | -------- | -------- | ------ | --- | -------- | -------- | ------ | --- |
| Andrea Pavan     | 64       | -6       | 1    | 65       | -5       | -11    | 1   | 68       | -2       | -13    | 1   | 72       | +2       | -11    | 1   |
| Robert Dinwiddie | 74       | +4       | T89  | 66       | -4       | par    | T43 | 66       | -4       | -4     | T5  | 67       | -3       | -7     | T2  |
| Rhys Davies      | 73       | +3       | T71  | 67       | -3       | par    | T43 | 67       | -3       | -3     | T9  | 66       | -4       | -7     | T2  |
| Alan Dunbar      | 66       | -4       | T4   | 67       | -3       | -7     | 2   | 70       | par      | -7     | 2   | 72       | +2       | -5     | T4  |
| Jamie McLeary    | 66       | -4       | T4   | 67       | -3       | -7     | 2   | 73       | +3       | -4     | T5  | 72       | +2       | -2     | T11 |
| Thomas Pieters   | 75       | +5       | T105 | 67       | -3       | +2     | T57 | 71       | +1       | +3     | T43 | 72       | +2       | +5     | T41 |
| Guillaume Cambis | 72       | +2       | T54  | 62       | -8       | -6     | T3  | 77       | +7       | +1     | T33 | 76       | +6       | +7     | 50  |
| Hugues Joannes   | 70       | par      | T27  | 74       | +4       | +4     | MC  |          |          |        |     |          |          |        |     |
| Pierre Relecom   | 75       | +5       | T105 | 73       | +3       | +8     | MC  |          |          |        |     |          |          |        |     |
| Floris de Vries  | 80       | +10      | WD   |          |          |        |     |          |          |        |     |          |          |        |     |

| Leider |  | Toernooirecord |  | MC = missed cut = cut gemist |  | DQ = disqualified |  | WD = Withdrawn | Teruggetrokken |

Floris de Vries is de enige Nederlander op de deelnemerslijst, de andere Nederlanders bereiden zich voor op het KLM Open 2013.

## Order of Merit
Na dit toernooi zijn er nog maar vijf toernooien in 2013. De top-15 van de Order of Merit zullen dan automatisch naar de Europese Tour promoveren. 
Daan Huizing staat 6de op de Order of Merit en zal in ieder geval naar de Europese Tour promoveren, Tim Sluiter staat nummer 15 en moet er nog voor zorgen dat hij in de top-15 blijft om ook te kunnen doorstromen. Sluiter slaat dit toernooi over om zich voor te bereiden op het KLM Open. 

Sam Walker staat nummer 16 en het verschil met Sluiter is slechts €140. Walker speelt deze week nergens. De Zuid-Afrikaan Dylan Frittelli daarentegen speelt deze week in Bretagne en staat nummer 17, €250 onder Sluiter. Als hij de cut haalt, gaat hij Walker en Sluiter voorbij. Tijdens ronde 2 werd hij echter gediskwalificeerd.